# Prix Pikku-Finlandia
Le prix Pikku-Finlandia (finnois : Pikku-Finlandia-palkinto) est un prix littéraire décerné depuis 1984 en Finlande.

## Lauréats
| Lauréats du prix Pikku-Finlandia |                                             |               |
| Année                            | Lauréat                                     | Résidence     |
| 1984                             | Fredrik Hertzberg                           | Tammisaari    |
| 1985                             | Hanna Suutela                               | Joensuu       |
| 1986                             | Heikki KostinenJouni RäisänenPetri Räisänen | Joensuu       |
| 1987                             | Hanna Säntti                                | Laihia        |
| 1988                             | Samuli Saastamoinen                         | Helsinki      |
| 1989                             | Maria Santalo                               | Oulu          |
| 1990                             | Katariina Heilala                           | Ruukki        |
| 1991                             | Juha-Heikki Tihinen                         | Muhos         |
| 1992                             | Janne Suutarinen (fi)                       | Helsinki      |
| 1993                             | Matti EräsaariEsko Vesala                   | JyväskyläOulu |
| 1994                             | Wilhelm Bargum                              | Helsinki      |
| 1995                             | Sanna Nyqvist                               | Helsinki      |
| 1996                             | Antti Hynönen                               | Helsinki      |
| 1997                             |                                             |               |
| 1998                             | Vesa Kotilainen                             | Turku         |
| 1999                             | Laura Maanavilja                            | Helsinki      |
| 2000                             | Olli Sinivaara (fi)                         | Tampere       |
| 2001                             | Petteri Kokko                               | Kempele       |
| 2002                             | Maija Ronkainen                             | Helsinki      |
| 2003                             | Harry Salmenniemi (fi)                      | Helsinki      |
| 2004                             | Tomi Luonio                                 | Helsinki      |
| 2005                             | Viivi Kaakinen                              | Helsinki      |
| 2006                             | Sarianna Kankkunen                          | Helsinki      |
| 2007                             | Ina Mutikainen                              | Helsinki      |
| 2008                             | Harri Mäcklin                               | Mänttä        |
| 2009                             | Milka Sormunen                              | Helsinki      |
| 2010                             | Tiia Kähärä                                 | Helsinki      |
| 2011                             | Eeva Hiekkavuo                              | Helsinki      |
| 2012                             | Sofia Tiira                                 | Turku         |
| 2013                             | Pauli Xu                                    | Helsinki      |
| 2014                             | Laura Jalonen                               | Tampere       |
| 2015                             | Emilia Laine                                | Helsinki      |